# Neptosternus meridianus
Neptosternus meridianus är en skalbaggsart som beskrevs av Omer-cooper 1970. Neptosternus meridianus ingår i släktet Neptosternus och familjen dykare. Inga underarter finns listade i Catalogue of Life.